# Porphyrinia densata
Porphyrinia densata là một loài bướm đêm trong họ Noctuidae.